# Salitre
Salitre là một đô thị thuộc bang Ceará, Brasil. Đô thị này có diện tích 899,824 km², dân số năm 2007 là 15338 người, mật độ 17,05 người/km².